# Bez tytułu (poemat Jerzego Żuławskiego)
Bez tytułu – poemat młodopolskiego poety Jerzego Żuławskiego. Utwór jest napisany nierymowanym klasycznym trzynastozgłoskowcem ze średniówką po sylabie siódmej. Zalicza się do nurtu poezji miłosnej. Został ogłoszony w IV tomie Poezji Żuławskiego z 1908.
Całą noc o twych ustach myślałem: są świeże,
dziwnie świeże i wonne, choć taki je trawi
pożar, chociaż tak wielu już je całowało...
Czyżby po nich, jak gdyby po płycie z marmuru,
ogień się tylko ślizgał, przeniknąć niezdolny?..
Czyżby dotąd nie przyszedł ten, co ślad płomienny,
piętno życia niestarte wypali w ich róży,
łamiąc ust twych dziewictwo marmurowe? Może
przyjdzie dopiero... Przyjdzie. Lecz nie ja to będę...
Wiesz, co Heine powiedział? »Gdybym spotkał w boru
tego szczęśliwca...« Znasz to. Lecz to się tak mówi...